# Bladrandkever
De bladrandkever (Sitona lineatus) is een kever uit de familie van de snuitkevers. De kevers en larven vreten aan planten, maar zijn in de regel weinig schadelijk. Ze zijn op erwten waar te nemen van mei tot juli. Op vroeg gepootte tuinbonen komen ze al vanaf begin april voor.

## Beschrijving
De kever wordt 4-5 mm lang en heeft een bruine tot zwarte kleur. De kevers zijn met koperkleurige, grijsgroene, geelachtige of bruine schubben bedekt. Tussen de schubben zitten korte, zeer dunne haren. Over het halsschild lopen drie donkere lengtestrepen en op de dekschilden lopen afwisselend donkere en lichte lengtestrepen. Er komen echter ook kevers voor met maar één lichaamskleur, die dan donker is. De poten en antennes zijn geel- tot roodbruin. De top van de antennes is iets donkerder. De snuit ter hoogte van de facetogen wordt smaller en heeft aan de punt evenwijdig lopende banden. Het halsschild ter hoogte van de ogen is breder dan de kop en is vlak achter de voorste rand duidelijk ingesnoerd. In het midden is het halsschild het breedst.

## Voorkomen en levenswijze
De bladrandkever komt voor in het Palearctisch gebied, in het noorden tot voorbij Centraal-Scandinavië en ook op de Britse Eilanden. Ze zijn in Noord-Amerika ingevoerd. De kevers leven op akkerland en weilanden. De vrouwtjes leggen de eieren aan de voet van de planten. De larven voeden zich ondergronds met de stikstofknolletjes en de 's nachts actieve kevers vreten aan de bladranden. Het vraatbeeld aan de bladranden zijn de halve maantjes. Door vreterij aan de stikstofknolletjes kan stikstofgebrek optreden. Meestal treedt er per jaar maar één generatie op, maar soms kunnen het er ook twee zijn.